# Brown Candover
Brown Candover är en by i civil parish Candovers, i distriktet Basingstoke and Deane, i grevskapet Hampshire i England. Byn är belägen 17 km från Winchester. Brown Candover var en civil parish fram till 1932 när blev den en del av Candovers. Civil parish hade 131 invånare år 1931. Byn nämndes i Domedagsboken (Domesday Book) år 1086, och kallades då Candevre.